# Natali DiAngelo
Natali DiAngelo (21. februar 1981) er en pornomodel fra Slovakiet, der også har lavet film under navnene Lenka M. og Natalli De Rosa.
Hun spiller den kvindelige hovedrolle som mordofferet i den danskproducerede pornofilm Sex Is a Deadly Game (2007) og var i marts 2007 æresgæst på den danske messe Erotic World 2021 i Valby Hallen.
Blandt Natali DiAngelos øvrige film kan nævnes 18 Year Old Pussy 6 (2005), Fuckdoll Sandwich 4 (2006), Throat Bangers 6 (2005), Fuckin' Foreigners 2 (2006) og Teen Cum Swallowing Tryouts (2005).